# Olof Dagström
Olof Johansson Dagström (eller Dageström), född omkring 1678 i Gåsinge socken, Södermanlands län, död mellan 1755 och 1771, var en svensk militär dömd till livstids fängelse.

## Biografi
Olof Johansson Dagström var son till bonden Johan Olofsson. Han gick i skola i Strängnäs och blev därefter volontär vid livdragonregementet 1699.

### Militärtjänst
Han var korpral vid T. Funcks kompani 1700, befordrades senare till fältväbel och i mars 1705 var han löjtnant vid Haglösa kompani av Södra skånska kavalleriregementet. Dagström deltog bland annat i slaget vid Narva, övergången av Düna och slaget vid Kliszów.
I december 1705 transporterades han till livkompaniet av Södra skånska kavalleriregementet, där han 1708 befordrades till ryttmästare. Han deltog i slaget vid Poltava och följde därefter Karl XII till Turkiet. Efter kalabaliken i Bender återvände han dock utan tillstånd till Sverige, dit han ankom i augusti 1713, upptog en tjänst som sekundryttmästare vid livkompaniet vid sitt regemente, från februari 1714 var han kompanichef vid Sallerups kompani. Han besökte riksdagen 1713–1714 som representant för krigsbefälet. Därunder skall han ha kritiserat en finsk adelsman för att ha kränkt en från kungen ankommen skrivelse, men i gengäld ha ifrågasatts som närvarande vid riddarhuset utan att vara adlig.
I april 1715 utvisades Dagström från Sverige i samband med kungens återkomst. Vissa felaktiga uppgifter har angett att orsaken till utvisningen skulle ha varit att han dödat en motståndare i en duell. I stället berodde utvisningen på att han olovligen avvikit från Turkiet. 1715–1718 vistades Dagström i Lübeck. Efter flera försök att få tillstånd att återvända till Sverige trädde han 1718 i kejserlig krigstjänst och deltog samma år i fälttåget mot Turkiet. Senare samma år gick han i hertigen av Braunschweig-Beverns tjänst. Sedan Karl XII stupat vid Fredrikshald kunde Dagström återvända till Sverige, där han i mars 1720 adlades. Samtidigt erhöll han avsked ur sin krigstjänst men erhöll 1723 överstelöjtnants titel.

### Efter kriget
I Sverige slog han sig ned på hustrun Christina Beata Adlerstens gård Gärsnäs i Östra Herrestads socken. Paret hade varit gifta sedan 1715, och makan drev Henrikstorps glasbruk.
Trots ett politiskt intresse kom han aldrig att begagna sig av sin riksdagsplats. Han isolerade sig alltmer och visade efterhand allt tydligare tecken på sinnessjukdom. Under inflytande från pietistiska släktingar övergick Dagström 1725 även han till pietismen. Samma år började han arbeta på en översättning av August Hermann Franckes botpredikningar. Samtidigt tilltog hans egenheter, han skall ha låtit skägg och hår växa och inledde fasteperioder.
Samtidigt började Dagström intressera sig för den svenska politiken, enligt honom själv genom gudomlig ingivelse. Han skall ha hyst ånger över att i Turkiet svikit Karl XII och velat gottgöra sitt brott genom att verka för att föra kungens rättmätige arvinge, Karl Fredrik av Holstein-Gottorp, "Karl XIII" till makten. Dagström ansåg sig övertygad om att André Sicre mördat Karl XII på uppdrag av Ulrika Eleonora och Fredrik I. I en omfattande skrift om 106 foliosidor lade han fram sin text, och författade även ett flertal andra texter som koncept av dessa, bland annat ett manifest till Sveriges krigsmakt.

### Fängelse
Skrifterna blev i samband med Dagströms dom förstörda, men utdrag ur dem i rättegångsprotokollen visar att kritiken var tämligen öppen. Fredrik I liknades vid Ahab, Ulrika Eleonora med Isebel och prästeståndet var den babyloniska skökan. Den 6 februari 1728 var Dagströms skrift klar och redan dagen därpå överlämnades ett exemplar till landshövdingen Samuel von Hyltéen. Denne läste inte skriften utan lät den ligga, något som han senare kom att åtalas för. Dagström fortsatte dock sin verksamhet, kyrkoherden i Stockholm Herman Schröder och överstelöjtnant Sten Coyet erhöll exemplar. Den senare anmälde saken till von Hyltéen, som redan tidigare fått rapporter om Dagströms fortsatta propaganda från Gärsnäs och 4 april översände han skriften till Kunglig Majestät med rådet att låta saken dö i tysthet. Ärendet föredrogs 9 maj vid rådets justitieavdelning och Fredrik I själv närvarade. Troligen bidrog skriften till att André Sicres planerade avresa sköts upp. Rådet som befarade en sammansvärjning beslutade sig för att arrestera Dagström.
Dagström hade under tiden börjat planera att ge sig av utomlands. Han hade 13 maj förhört sig med några fiskare om möjligheten att bli förd till Bornholm, och sagt sig ha för avsikt att resa till Kiel för att där låta trycka sina skrifter. Han ansökte även hos Samuel von Hyltéen om pass, något han dock förvägrades. 23 maj arresterades Dagström. Under fångenskapen fortsatte Dagström att sprida sin gudomliga mission, talade om det usla tillståndet i landet och om "Karl XIII", i fängelset i Kristianstad talade han till de utanförvarande så att man var tvungna att spika igen fönstret. Domstolen som rannsakade ärenden och alla de läkare som undersökte honom ansåg honom entydigt som sjuk, diagnosen löd "delirium melancolicum". Trots det yrkade åklagaren på dödsstraff. Kommissionen fastställde dock hans straff 9 november 1729 till livstids fängelse och att hans skrifter offentligen skulle brännas på bål, vilket verkställdes 13 mars 1730 på Kristianstads torg.
Dagström hade 11 december 1728 inspärrats på Malmöhus fästning. Han förbjöds att inneha skrivmaterial och fick endast besökas av sin hustru och tyske pastorn, men lyckades trots det 1731 smuggla ut en skrift ur sitt fängelse. År 1734 erhöll han dock tillstånd att få gå ned på slottsgården och även besöka tyska kyrkan i Malmö. Från 1746 erhöll han tillstånd att bo ute i staden under bevakning. År 1750 började han dock på nytt författa förgripliga skrifter och inspärrades på nytt. Adolf Fredrik beviljade år 1755 honom rätt att varje dag gå ned i staden. Hans dödsår är okänt, men 1771 var han inte längre i livet.